# Encarsia vanharteni
Encarsia vanharteni is een vliesvleugelig insect uit de familie Aphelinidae. De wetenschappelijke naam is voor het eerst geldig gepubliceerd in 1993 door Viggiani.